# Антоній Опольський
Антоній Опольський (пол. Antoni Opolski, нар. 11 червня 1913 року, с. Розвадів — пом. 17 березня 2014 року, м. Вроцлав) — польський астроном, астрофізик.

## Життєпис та наукова кар'єра
Антоній Опольський народився 11 червня 1913 року в Розвадові поблизу Миколаєва Жидачівського повіту в Галичині. У вересні 1919 р. розпочав навчання в  4-класній школі у Львові. З січня 1923 року відвідував початкову школу в Бучачі (провінція Тернопіль[джерело?]), а у вересні 1923 року вступив до 8-класної гуманітарної гімназії в Бучачі. У травні 1931 р. склав екзамен на закінчення середньої школи, а у вересні того ж року розпочав вивчення астрономії на факультеті математики та природничих наук Університету Яна Казимира у Львові. У 1935 р. представив магістерську дисертацію під назвою «Oceny gwiazdy X Centauri i 19 nowych gwiazd zmiennych dokonane na płytach z Johannesburga». Після складання випускного іспиту Рада факультету математики та природничих наук Ягеллонського університету присвоїла йому ступінь магістра філософії як доказ закінчення вищих навчальних дисциплін астрономії. У 1935-36 роках Опольський служив у кадетській школі артилерійського резерву і отримав офіцерський патент на другого лейтенанта. Він повернувся до Астрономічного інституту Ягеллонського університету і почав працювати спочатку молодшим асистентом, а потім старшим асистентом. 28 жовтня 1937 р. одружився з Геленою Садовською. У 1937-39 роках готував докторську дисертацію під назвою «Niebieska, żółta i czerwona fotometria RT Aur i AW Per oraz gwiazd sąsiednich» під науковим керівництвом проф. Еугеніюша Рибки, тодішнього директора обсерваторії у Львові. У червні 1939 року отримав ступінь доктора філософії в галузі астрономії. У червні розпочав військові навчання, які завершилися 19 серпня. Незабаром була оголошена мобілізація. Разом з батареєю поїхав залізницею у напрямку Варшави. В оточенні німців потрапив у полон. Спочатку Опольський перебував у транзитних таборах у Тарнові та Кракові, а згодом у таборах для військовополонених. Більшість ув'язнених були молодими, освіченими людьми з різними інтересами. Опольський прочитав для них кілька лекцій з астрономії. Для групи вчителів географії на їх прохання він провів цілий курс основ астрономії. У нього не було підручників, тому він читав лекції на основі записок, зроблених на аркуші паперу з пам'яті. Згодом Опольський переписав ці записки у зошит, який купив у табірному магазині, і так підготував матеріал для підручника з основ астрономії для географів. Перше видання підручника під назвою «Astronomiczne podstawy geografii» було надруковано ще в 1948 р.
У 1945 році британські війська звільнили його з табору. Завдяки діяльності польської репатріаційної місії він опинився у Польщі у грудні та приєднався до групи переміщених осіб, які мали залишити колишні території східної Польщі, що належали Українській Радянській Республіці. Опольський став асистентом астрономічної обсерваторії університету та технологічного університету у Вроцлаві, працював в Астрономічному інституті Вроцлавського університету до пенсії, яку він вийшов у 1983 році. У грудні 1954 р. став доцентом, а у 1964 р. — професором. У 1959 році місяць працював в Астрономічній обсерваторії в Утрехті. У 1962 році працював у Астрономічному інституті в Парижі. Обіймав ряд посад у Вроцлавському університеті: заступник декана і декан математико-фізичного факультету (1955—1956), проректор (1968—1972), директор Астрономічного інституту (1972—1978), депутат Астрономічного інституту (1978—1981). В астрономічному інституті був завідувачем кафедри астрофізики (1956), завідувачем кафедри обсерваційної астрофізики (1957) та завідувачем кафедри астрофізики (1975—1983). Його основні наукові інтереси — фотометрія змінних зірок, був засновником Вроцлавської школи вивчення пульсуючих зірок. У 1956—1976 роках був викладачем і професором Вищої педагогічної школи в Ополі, а в 1959—1961 роках — ректором університету. Він був автором кількох десятків наукових праць, кількох книг та багатьох науково-популярних праць.
З моменту виходу на пенсію і до останніх років життя Антоній Опольський був надзвичайно активним і цікавився астрономією. Він особливо прагнув піти слідами Миколи Коперника, черпаючи натхнення для власних робіт із творів Коперника. В останні роки займається аналізом руху планет у Сонячній системі. Почав працювати над циклами планет на 98-му році свого життя і більше року створював описи, розрахунки, креслення та таблиці для всіх планет. У 2012 році був опублікований детальний матеріал про планету Юпітер, «Pętle Jowisza», який був надрукований у друкованому виданні «Uranii-Postępach Astronomii w 2013 roku — roku jego setnych urodzin». Помер 17 березня 2014 року у Вроцлаві. 22 березня 2014 року був похований у Вроцлаві.

## Вибрані праці
- Astronomiczne podstawy geografii, wyd. Książnica — Atlas, 1948
- Atlas astronomiczny, wyd. Państwowe Zakłady Wydawnictw Szkolnych, 1948
- Ziemia jako zegar astronomiczny, Czytelnik, 1948.
- Gwiazdy, Państwowe Zakłady Wydawnictw Szkolnych, 1948.
- Zegary słoneczne,  Czytelnik, 1949.
- Polska terminologia astronomiczna, cz.I i II, Wydawnictwo Uniwersytetu Wrocławskiego, 1979.
- Wstęp do astrofizyki, wyd. UWr, Wrocław 1995.